# Procesja na Niedzielę Palmową

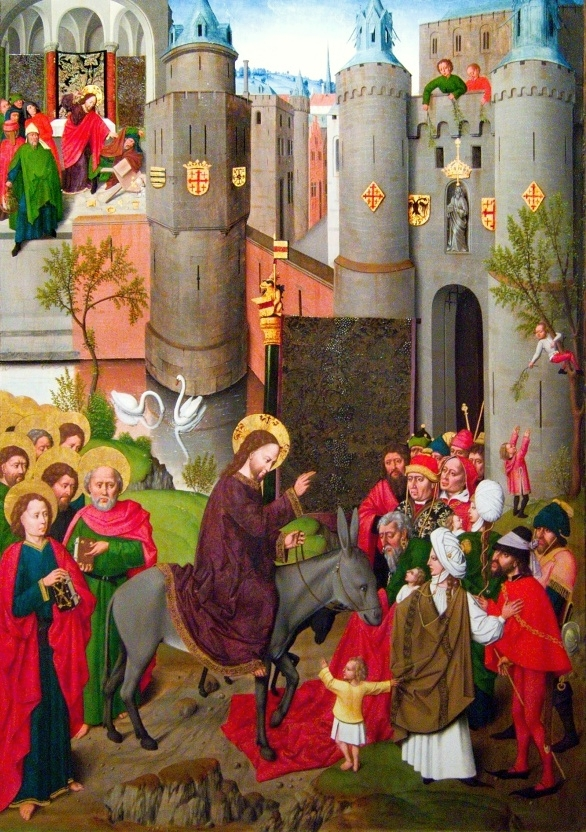
Wjazd do Jerozolimy, Tryptyk Jerozolimski, XV w.

Procesja na Niedzielę Palmową (łac. Processio in Dominica Palmarum) – średniowieczny scenariusz dramatu liturgicznego z okazji Niedzieli Palmowej, zachowany w antyfonarzu krakowskim, prawdopodobnie z przełomu XII i XIII w. (spisany przed 1253).

## Widowiska Niedzieli Palmowej
Dramatyzacje procesji Niedzieli Palmowej znane są z VII w., a wywodzą się z wcześniejszych uroczystych procesji odtwarzających wjazd Jezusa, organizowanych w Jerozolimie przynajmniej od IV w. Procesje w Jerozolimie starały się naśladować dość dokładnie wydarzenia biblijne. W Europie dramatyzacje zyskiwały więcej elementów umownych i symbolicznych. Scenariusz krakowski mieści się w tradycji stosunkowo dosłownego odtwarzania zdarzeń. Widowisko Processio in Dominica Palmarum jest najstarszym znanym polskim dramatem liturgicznym. W antyfonarzu krakowskim, z którego pochodzi Processio, znajduje się również scenariusz innej dramatyzacji, związanej z Wielkim Tygodniem: Visitatio sepulchri (Nawiedzenie Grobu).

## Przebieg procesji
Procesja rozpoczynała się wyjściem z "większego" kościoła (zwykle katedry). Następnie chór odśpiewywał 3 responsoria, odnoszące się do męki Chrystusa. Po przejściu do drugiego, "mniejszego" kościoła przy śpiewie antyfon święcono i rozdawano palmy. Uczestnicy otrzymujący palmy odgrywali rolę Hebrajczyków. W tym momencie rozpoczynała się główna część procesji. Jezusa symbolizował krzyż przysłonięty welonem lub rzeźba Chrystusa siedzącego na osiołku. Jeśli kościół "mniejszy" był usytuowany w mieście, wychodzono za mury, by w drodze powrotnej przejść przez bramę. Przy bramie procesja zatrzymywała się, zaś chłopięcy chór wykonywał hymn Gloria, laus et honor. Następnie podczas przekraczania bramy intonowano pieśń Ingrediente Domino (Gdy wjeżdżał Pan). Przy wejściu do kościoła wykonywano antyfonę Turba multa (Tłum wielki) oraz doksologię. Wewnątrz świątyni następowało odsłonięcie i adoracja krzyża. Następnie chór wykonywał hymn Vexilla regis (Idą królewskie proporce) oraz antyfony Pueri Hebraeorum tollenses (Dzieci żydowskie podnosząc...) i Pueri Hebraeorum vestimenta (Dzieci żydowskie odzienie...). W tym czasie klerycy rzucali palmy pod krzyż i rozpościerali szaty. Procesja ruszała dalej przy śpiewie antyfony Occurrunt turbae multae (Spotykają liczne rzesze) i zatrzymywała się przy ołtarzu, gdzie rozpoczynała się msza.